# 812

## Събития
Българските войски нахлуват в част от югоизточна Тракия.

## Починали
- 11 януари – Ставракий, византийски император